# Rincão de Ademuz
O Rincão de Ademuz (em castelhano Rincón de Ademuz) é uma comarca na província de Valência, na Espanha. Constitui um exclave da Comunidade Valenciana, separado desta pelo município de Santa Cruz de Moya, pertencente à Castela-Mancha, e de Arcos de las Salinas, de Aragão. Sua capital é o município de Ademuz e nesta comarca fala-se apenas o castelhano, estando fora da zona linguística do valenciano (catalão).

## Municípios
| Município            | População (2016) | Área  | Densidade |
| -------------------- | ---------------- | ----- | --------- |
| Castielfabib         | 330              | 106,3 | 3,10      |
| Ademuz               | 1.137            | 100,4 | 11,33     |
| Vallanca             | 133              | 56,6  | 2,35      |
| Puebla de San Miguel | 64               | 63,6  | 1,01      |
| Casas Bajas          | 179              | 22,6  | 7,92      |
| Casas Altas          | 148              | 15,9  | 9,49      |
| Torrebaja            | 412              | 4,7   | 87,66     |
|                      | 2403             | 370,1 | 6,49      |